# Elisabeth Bleyleben-Koren
Elisabeth Bleyleben-Koren (* 9. Oktober 1948 in Mödling) ist eine österreichische Bankmanagerin.

## Leben
Die Tochter des Politikers und Wirtschaftswissenschaftlers Stephan Koren und Schwester des Managers Stephan Koren studierte Jus in Wien. Von 1973 bis 1977 arbeitete sie in der Creditanstalt, ab 1977 bei der Erste Bank. 1989 wurde sie als Direktorin mit Generalvollmacht ausgestattet und rückte 1997 in den Vorstand der Erste Bank der oesterreichischen Sparkassen AG auf, wo sie ab 1999 stellvertretende Vorstandsvorsitzende und ab 2008 Vorstandsvorsitzende war. Obwohl ihr Vertrag eigentlich noch bis 2012 lief, ist Bleyleben-Koren im Juli 2010 in den Ruhestand gegangen.

## Auszeichnungen
- 1997 wurde sie zur Veuve Clicquot Business Woman of the Year gekürt.
- 2008 erhielt sie das Große Silberne Ehrenzeichen für Verdienste um die Republik Österreich[1]
- 2010 erfolgte die Ehrung mit dem Goldenen Ehrenzeichen für Verdienste um das Land Wien[2]